# Шпре-Найсе (район)
Шпре-Нейсе (нем. Spree-Neiße) — район в Германии. Центр района — город Форст. Район входит в землю Бранденбург. Занимает площадь 1648 км². Население — 127,0 тыс. чел. (2010). Плотность населения — 77 человек/км².
Официальный код района — 12 0 71.
Район подразделяется на 30 общин.

## Города и общины
1. Шпремберг (24 449)
2. Форст (20 688)
3. Губен (19 412)
4. Кольквиц (9585)
5. Дребкау (5933)
6. Нойхаузен (5252)
7. Шенкендёберн (3986)
8. Вельцов (3847)

Управление Бург (Шпревальд)
1. Бург (4431)
2. Вербен (1771)
3. Диссен-Штризов (1032)
4. Шмогров-Феров (876)
5. Бризен (817)
6. Гуров (561)

Управление Дёберн-Ланд
1. Дёберн (3629)
2. Феликсзе (2203)
3. Найсе-Мальксеталь (1797)
4. Визенгрунд (1541)
5. Черниц (1400)
6. Грос-Шаксдорф-Зиммерсдорф (1098)
7. Хорнов-Вадельсдорф (608)
8. Йемлиц-Клайн-Дюбен (484)

Управление Пайц
1. Пайц (4614)
2. Йеншвальде (1761)
3. Турнов-Прайлак (1209)
4. Тайхланд (1177)
5. Драххаузен (834)
6. Тауэр (756)
7. Хайнерсбрюк (633)
8. Дренов (582)

(30 сентября 2010)